# Vierschach (Schachvariante)

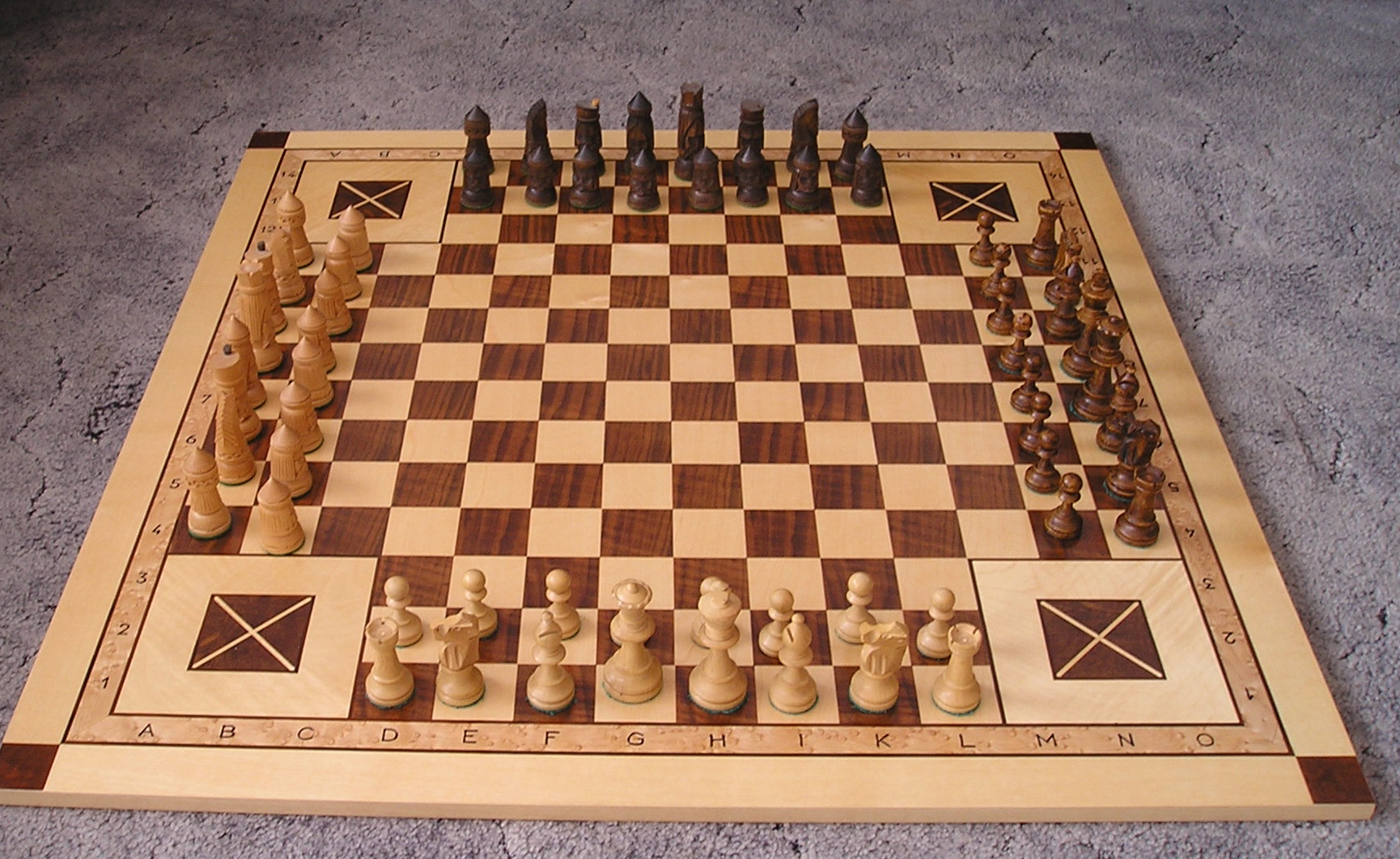
Spielmaterial und Grundaufstellung

Bei der Schachvariante Vierschach, auch Viererschach oder Vierpersonenschach genannt, spielen vier Spieler auf einem übergroßen Brett, bestehend aus 8 × 8 Feldern, wobei an jeder Seite des Brettes noch drei Reihen angehängt werden, so dass das Brett die Form eines Plus hat.
Der Reiz dieser Variante liegt im Teamspiel, obwohl auch eine Nichtteamvariante spielbar ist, in der jeder Spieler gegen alle anderen solange spielt, bis alle Gegner mattgesetzt sind. In der Teamvariante spielen je zwei Spieler in einem Team (weiß und beige gegen schwarz und braun). Ziel dabei ist es, beide Könige des gegnerischen Teams mattzusetzen.

## Spiel- und Regelmöglichkeiten

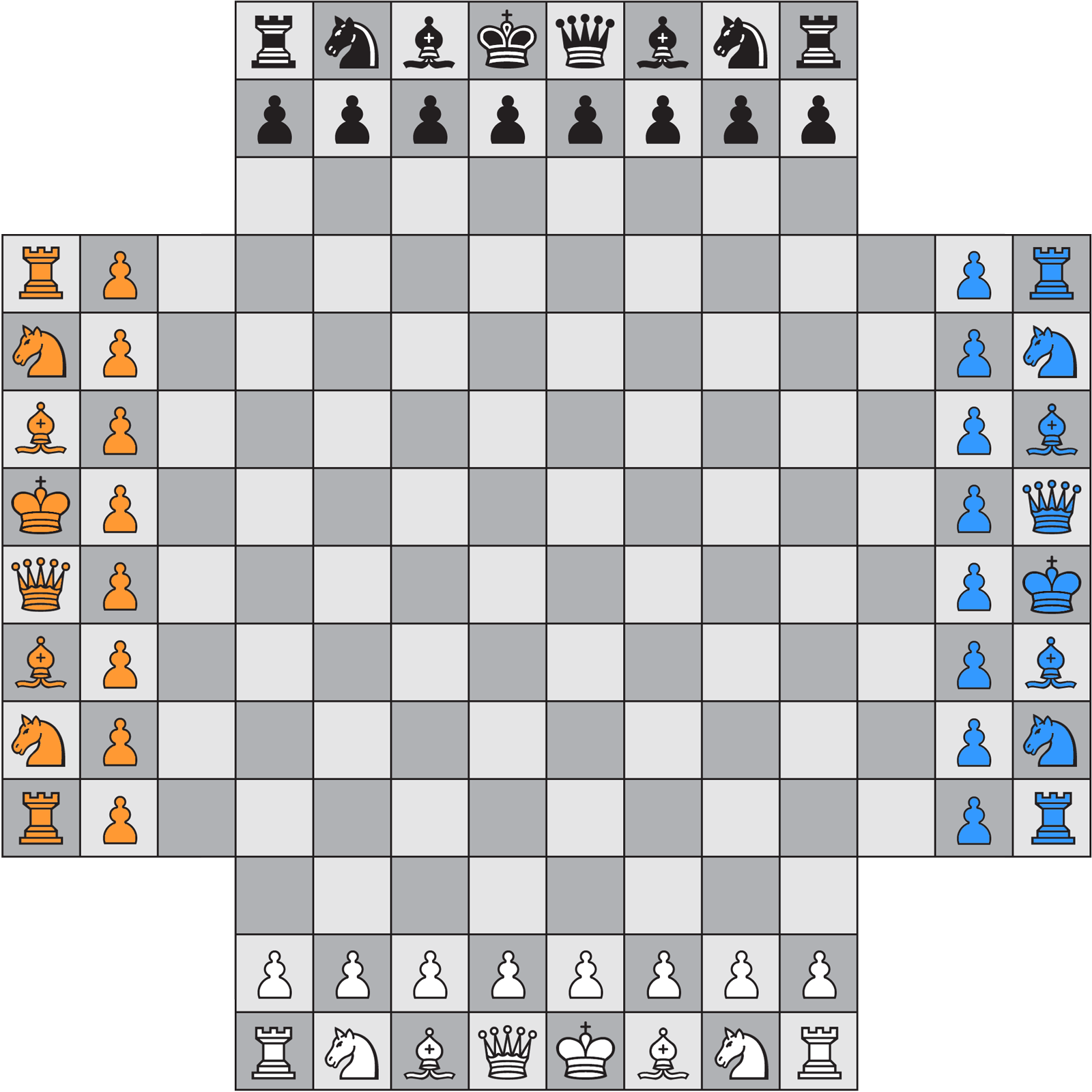
Diagramm der Grundaufstellung beim Vierschach

Gezogen wird im Uhrzeigersinn. Die Figuren ziehen nach den Regeln des üblichen Schachs.
Kann ein Spieler aufgrund von Matt oder Patt nicht ziehen, ist der nächste Spieler dran. Hat eine Partei nur einen Gegner im Matt und den anderen Gegner im Patt, so endet die Partie unentschieden.
Die übrigen Figuren des Matt gesetzten Spielers werden:
- vom Brett genommen
- zur Armee des mattsetzenden Spielers hinzugefügt
- eingefroren und decken somit nicht mehr, können nicht geschlagen werden, geben kein Schach und können wieder ziehen, nachdem das Matt aufgehoben wurde.

Sonderregeln für Bauern
- Bauern wandeln auf der letzten Reihe des Gegners um.
- Bauern wandeln auf der letzten Reihe des Verbündeten um.
- Bauern können verbündete Bauern überspringen.

Mattzeitpunkt
Für die Wirkung eines Matts sind zwei Zeitpunkte möglich:
- Sofort Matt

Wenn ein Spieler den Gegner zu seiner Rechten mattsetzt, sind dessen Figuren sofort eingefroren. Damit sind z. B. auch sämtliche Schachs, die dieser Gegner sonst noch gegeben hätte, aufgehoben.
- Matt, wenn der Mattgesetzte am Zug ist

In diesem Fall wirken die Figuren des Mattgesetzten noch, bis er wieder an der Reihe ist. Wenn ein Spieler den Gegner zu seiner Rechten mattsetzt, geben dessen Figuren weiterhin Schach oder decken Figuren des Partners. Die anderen Spieler können auch noch Figuren dieses Gegners schlagen („Aasgeier-“ oder „Leichenschänderzüge“). Erst in dem Moment, wo der Mattgesetzte selbst an der Reihe wäre, frieren seine Figuren ein.
Aufgehobenes Matt
Falls ein Spieler aus dem Matt herauskommt, muss er als erstes auf Schachgebote reagieren. Falls ein solcher Spieler z. B. eine starke Figur des linken Gegners schlagen könnte, jedoch im Schach durch eine Figur des rechten Gegners steht, muss er zuerst auf das Schach reagieren, selbst wenn sein Partner dieses Schachgebot beseitigen könnte, bevor der rechte Spieler dran ist. Wenn ein Spieler während des Spiels aus dem Matt herauskommt, z. B. indem sein Partner dabei hilft, haben seine Figuren den Status „aufgetaut“. Diese können dann erst geschlagen werden, nachdem der aufgetaute Spieler erstmals wieder gezogen hat. Ansonsten wäre es zu leicht, den mattgesetzten Spieler rundenweise auszuschlachten, da er immer erst auf das Schach reagieren muss und seine angegriffenen Figuren nicht retten kann.
König schlagen?
Es kann vorkommen, dass ein Spieler einen König schlagen kann, ohne dass der angegriffene Spieler vor seinem letzten Zug im Schach stand. Wenn z. B. der Nordspieler eine Figur bewegt, und dadurch ein Abzugsschach einer Figur des Südspielers auf den Westspieler freisetzt, dann ist der Südspieler dran, bevor der Westspieler auf das Schach reagieren muss. Das Schlagen des gegnerischen Königs macht dann nur in der Variante Sinn, in der die Figuren des damit, vom Prinzip her, mattgesetzten Spielers vom Brett genommen oder zur eigenen Armee hinzugefügt werden.
In der Variante, in der die Figuren einfrieren, ist König schlagen verboten. Solche Zeitpunkte lassen sich aber gut für einen Figurengewinn nutzen.

## Teamvariante
Am interessantesten ist die Variante, bei der die Figuren des mattgesetzten Spielers eingefroren werden, da dieser die Chance hat, wieder ins Spiel einzusteigen, falls das Matt aufgehoben wird. In dieser Variante darf man durch Wegziehen der eigenen Figuren die Zahl der auf den Partner wirkenden Schachgebote nicht erhöhen. Möglich ist jedoch, ein Schach gegen ein anderes zu tauschen, indem z. B. der Südspieler seinen Turm bewegt, dadurch ein Abzugsschach auf seinen Partner freigibt, aber nur wenn er durch diesen Zug ein anderes Schach auf seinen Partner (z. B. von einer gegnerischen Dame) beseitigt. Damit bleibt die Zahl der Schachgebote, der sein Partner ausgesetzt ist, konstant.
Figuren des Partners schlagen?
Es gibt ebenfalls die Spielvariante, bei der man Figuren des Partners schlagen kann. Dadurch kann man z. B. im Weg herumstehende Bauern vom Feld räumen, ohne dass der Partner dafür einen Zug opfern muss.

## Vierpersonenschach des Londoner Four-Handed Chess Club
Im vorigen Jahrhundert gab es in London den Four-Handed Chess Club, in dem eine im Jahre 1858 erschienenen Chess handbook beschriebene Variante des Vierschachs gepflegt wurde.
In dieser Variante sitzen die beiden Teampartner Weiß und Blau bzw. Schwarz und Rot gegenüber, und es wird im Uhrzeigersinn gespielt. Die jeweiligen Teampartner dürfen sich nicht beraten und können sich auch nicht die Figuren schlagen. Ein Bauer darf sich nur verwandeln, wenn er es schafft, auf eine Grundreihe des Gegners zu gelangen, ansonsten läuft er bei Erreichen der letzten Reihe wieder zurück. Figuren eines Mattgesetzten werden eingefroren und sind unantastbar, solange er sich in einer Mattposition befindet. Allerdings kann der das Matt aufhebende Spieler im gleichen Zug auch eine Figur schlagen.
Ziel des Spiels ist das Mattsetzen beider gegnerischer Könige.

## Strategie
Läufer sind im Vergleich zum normalen Schach aufgrund des größeren Spielfelds deutlich stärker einzuschätzen und sollten nicht gegen Springer getauscht werden.
Die Figurenentwicklung ist noch wichtiger als bei normalem Schach. Ohne entwickelte Figuren kann man dem Partner nicht helfen. Ein Turm in der Mitte des Brettes wirkt auf zwei Gegner gleichzeitig.
Häufig ist der „Angriff nach rechts“ erfolgversprechend, wenn man am Zug ist. Der eigene Partner sollte dann ebenfalls denselben Spieler angreifen, so dass dieser gleichzeitig auf zwei Drohungen reagieren muss. Das ist oft nicht möglich und führt zu Figurenverlusten.
Ein Gegner lässt sich leicht mit zwei Damen mattsetzen, so dass man sich dann gemeinsam mit vier Türmen und vier Läufern auf den verbleibenden Gegner stürzen kann. Dieser ist dann ohnehin unterlegen, da seine Gegner immer einen Zug mehr haben als er.

## Besonderheiten bei der Umsetzung als Schachprogramm

### Spieler und Figuren
Die vier benötigten Farben lassen sich im Programm gut durch Himmelsrichtungen ersetzen und können in der GUI dann richtigen Farben zugeordnet werden.

### Brett
Legal sind 160 Felder.
Zusätzlich zu den Figuren auf dem Brett und den von jedem Spieler geschlagenen Figuren müssen folgende Dinge gespeichert werden:
- welcher Spieler ist am Zug
- das potentielle En-Passant-Feld jedes Spielers
- Rochademöglichkeiten jedes Spielers
- der Status jedes Spielers (Matt, Patt, Aufgetaut, Ok)

### Figuren
Eine Figur besitzt eine Farbe, einen Typ und Bauern darüber hinaus noch eine Zugrichtung. Somit benötigt man 2 Bit für die Farbe und 4 Bit für den Figurentyp.

### Zugmöglichkeiten
Bei Läufern und Damen muss zusätzlich überprüft werden, ob diese ein verbotenes Feld (die 3 × 3 Blöcke an den Ecken des ursprünglichen 14 × 14 Quadrats) überqueren. Solche Züge sind nicht erlaubt.